# Stanisław Klocek
Stanisław Jan Klocek (ur. 17 października 1955 w Nowym Targu) – polski hokeista, reprezentant kraju, dwukrotny olimpijczyk.
Wychowanek Podhala Nowy Targ, następnie zawodnik Zagłębia Sosnowiec oraz zespołów z Niemiec: Duisburger SC i EC Dillingen. Zdobywca dwóch tytułów mistrza Polski z Podhalem i pięciu z Zagłębiem. W lidze polskiej wystąpił w 388 meczach strzelając 215 goli.
Dwukrotnie reprezentował Polskę podczas igrzysk olimpijskich (1980 w Lake Placid, 1984 w Sarajewie). Cztery razy wystąpił w turniejach o mistrzostwo świata (1981, 1982, 1983, 1985). W sumie w reprezentacji Polski rozegrał 103 mecze zdobywając 39 bramek.
Po wygraniu przez Polskę turnieju mistrzostw świata Grupy B w 1985 i uzyskanym awansie do Grupy A został odznaczony Brązowym Medalem za Wybitne Osiągnięcia Sportowe.